# Échelle 1:48

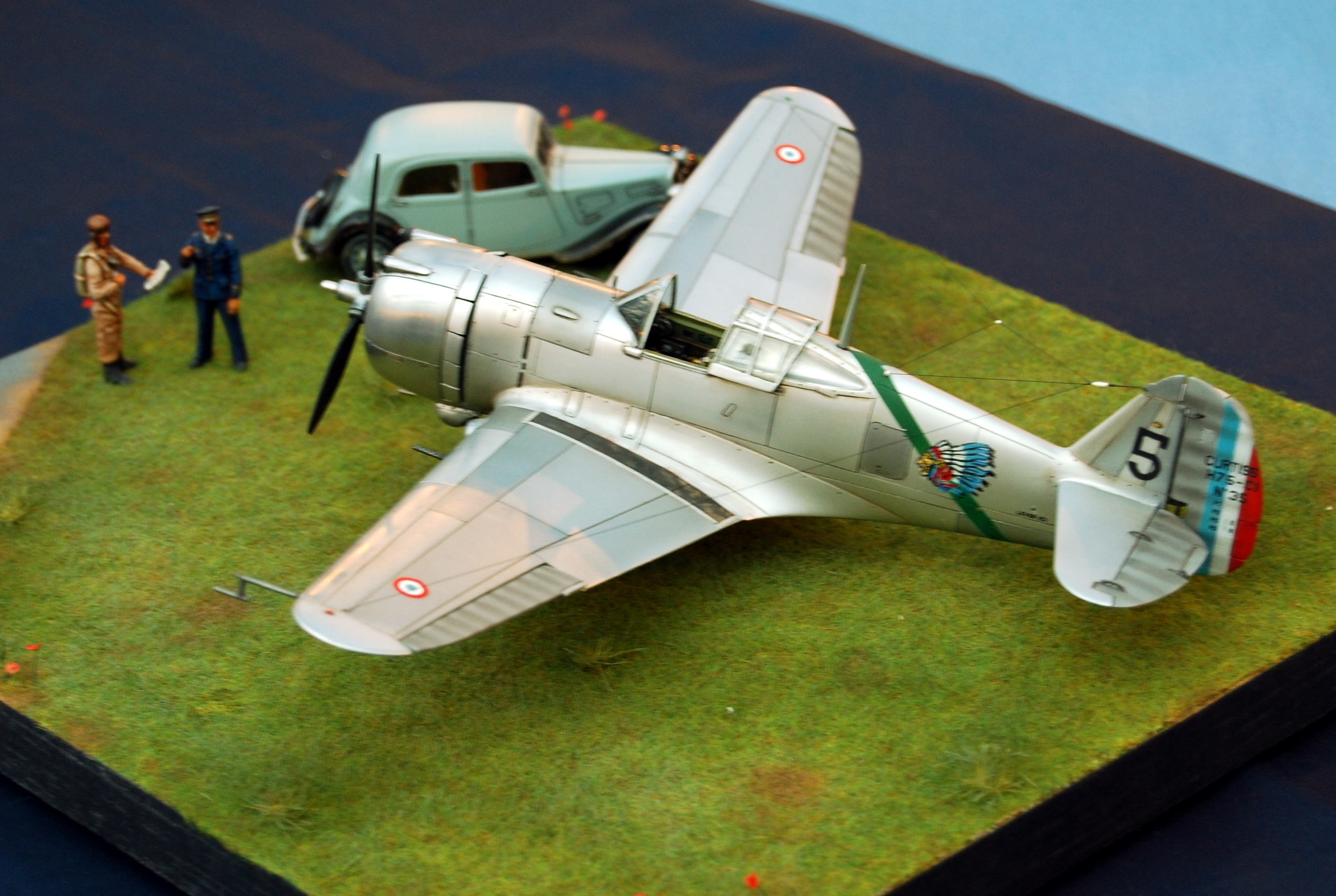
Objet à l'echelle 1/48

L'échelle 1:48 est une échelle classique utilisée dans le modélisme en plastique et pour les jouets de construction. Il est particulièrement populaire auprès des échelles de modèles réduits d'avions et de trains miniatures. 1:48 est également une échelle classique dans les constructions de bases en Lego, car il est à peu près égal à l'échelle de la figurine en comparaison à un être humain.